# Brasema cerambycoboidea
Brasema cerambycoboidea är en stekelart som först beskrevs av Girault 1917.  Brasema cerambycoboidea ingår i släktet Brasema och familjen hoppglanssteklar. Inga underarter finns listade.